# Geum mexicanum
Geum mexicanum är en rosväxtart som beskrevs av Per Axel Rydberg. Geum mexicanum ingår i släktet nejlikrotsläktet, och familjen rosväxter. Inga underarter finns listade i Catalogue of Life.